# CapitaSpring
CapitaSpring es un rascacielos situado en el Downtown Core de Singapur. El edificio fue diseñado por el estudio de arquitectura Bjarke Ingels Group (BIG) y el arquitecto Carlo Ratti. Con una altura de 280 metros, a fecha de abril de 2024 es el segundo edificio más alto de Singapur, ex aequo con One Raffles Place, United Overseas Bank Plaza One y Republic Plaza.

## Historia y construcción
Los promotores del proyecto son CapitaLand y Mitsubishi Estate. JPMorgan anunció que alquilaría oficinas en el edificio en 2018, y es el inquilino ancla del proyecto. Otros inquilinos son la filial de IBM Red Hat, bufetes de abogados y empresas financieras.
El edificio apareció en segundo plano en la tercera temporada de la serie de televisión Westworld.
El 8 de abril de 2022, una ingeniera falleció después de pisar un panel del falso techo, que se hundió bajo su peso. La ingeniera cayó unos treinta metros, desde la planta 16.ª hasta la planta 9.ª.

## Uso
El edificio contiene principalmente espacio de oficinas convencionales, aunque aproximadamente el diez por ciento será espacio de coworking. El edificio también alberga un food court en la segunda y tercera planta, que incluye un hawker centre similar al antiguo Golden Shoe Car Park, así como varias opciones comerciales y de restauración, incluido un restaurante japonés, Oumi, situado en la planta 51.ª.
Hay dos jardines en el edificio, uno a 100 metros sobre el terreno y el otro es el huerto urbano en la azotea más alto de Singapur. El resto del espacio alberga residencias con servicios de Citadines.
El acceso a las oficinas se realiza mediante una etiqueta RFID, un código QR proporcionado por una aplicación móvil o por el conserje, o a través del sistema de reconocimiento facial instalado en los tornos.